# Grotta Gondolin
Gondolin è una grotta e un sito archeologico dove sono stati ritrovati fossili di ominidi della spcie Homo naledi, che si trova a circa 24 chilometri dal sito sudafricano di fossili ominidi di Sterkfontein in Sudafrica, e fa parte dell'area patrimonio dell'umanità nota come Culla dell'umanità.

## Descrizione
Il sito fu scavato per la prima volta da Elisabeth Vrba e David Panagos nel 1979, e i successivi studi paleoantropologici ne stimano un'età di circa 1,8 milioni di anni; i resti faunistici comprendono ungulati che vivono in praterie e boschi.  Tra i fossili di ominidi ritrovati a Gondolin figura un grande molare di Paranthropus robustus (Kuykendall e Conroy, 1999), di dimensioni paragonabili ai molari di Paranthropus boisei ritrovati in Tanzania e Kenya; la circostanza che questo P. robustus sia coevo a OH 5, l'esemplare della specie di P. boisei ritrovato nella Gola di Olduvai in Tanzania, ha posto la questione se gli esemplari attribuiti a P. robustus e altri attribuiti a P. boisei rappresentino una stessa specie, in linea evolutiva.